# Felipe Ezcurra
Felipe Ezcurra (n. el 15 de abril de 1993 en Buenos Aires) es un jugador argentino de rugby que juega en la posición de medio scrum y es integrante de los Jaguares en el Super Rugby. Integró los seleccionados juveniles M-19 (2011) y M-20 (2012-2013), la selección B argentina llamada entonces Jaguares (2014), el equipo Pampas XV (2015), y el seleccionado mayor Los Pumas (2014-2015). Campeón sudamericano en 2014 y del Americas Rugby Championship en ese mismo año. En 2015 fue campeón de la Pacific Rugby Cup con Pampas XV.
En los torneos de clubes de Argentina salió campeón con Hindú Club del torneo de la URBA en 2012, 2014, y 2015; y del Torneo Nacional de Clubes en 2015.
Sus hermanos Bautista y Tomás, son también destacados jugadores de rugby.

## Biografía
Felipe Ezcurra comenzó a jugar al rugby en las divisiones de menores del Hindú Club, debutando en primera en 2011. En 2012 integró la selección sub-20 Los Pumitas, que disputó el Campeonato Mundial de Rugby Juvenil 2012 en el que Argentina salió cuarta, volviendo a integrarla como capitán el mundial del año siguiente, en el que Argentina salió sexta.
En 2012 integró el equipo de Hindú que obtuvo el torneo de la URBA, logro que repitió en 2014 y 2015. En este último año se consagró campeón con Hindú Torneo Nacional de Clubes 2015.
En 2014 comenzó a ser convocado por la UAR para integrar las selecciones y equipos de competencia internacional, incluyendo dos test machs con Los Pumas ese mismo año, contra Chile y Uruguay, por el torneo Sudamericano de Rugby, en el que Argentina salió campeón. Ese mismo año integró también la selección B Jaguares (luego renombrada Argentina XV), consagrándose campeón del Americas Rugby Championship 2014.
En 2016 fue contratado por la UAR para integrar el equipo de Jaguares que participa de la liga internacional de clubes Super Rugby
En el 2018 jugó unos cuántos partidos en su club natal, Hindú, pero luego fue llamado como joker médico al Leicester Tigers, donde solamente jugó un partido desde el banco de suplentes. 
Al año siguiente, en el 2019, fue llamado para formar parte del plantel para iniciar la pretemporada con Argentina XV.